# Mike Glad
Mike Glad (* in Pensacola, Florida) ist ein US-amerikanischer Fotograf und Filmproduzent.

## Leben
Mike Glad besuchte das Georgia Institute of Technology und machte dort seinen Bachelor als Wirtschaftsingenieur. Neben seiner Arbeit als Unternehmer tat er sich als Fotograf und Sammler hervor. Er reiste viel und sammelte Artefakte aus der ganzen Welt. Bekannt wurde seine Anime-Kunstsammlung, die er seit 1988 kontinuierlich aufbaute und ausstellen ließ.
Glad betätigte sich auch als Fotograf und reiste in verschiedene Entwicklungsländer und dokumentierte dabei das Leben indigener Völker. Im Rahmen dieser Tätigkeit begann er sich auch als Filmproduzent zu betätigen. So produzierte er 2000 den Dokumentarfilm The Spirit of Maya über die Maya-Zivilisation. Ab 2002 produzierte er den Dokumentarfilm Recycled Life von Leslie Iwerks, der 2006 erschien. Er handelt von Menschen in Guatemala-Stadt, die vom und im Müll leben. Der Film wurde bei der Oscarverleihung 2007 als Bester Kurz-Dokumentarfilm nominiert.
Ab 2010 verließ er die Geschäftswelt und fokussierte sich auf seine Fotografentätigkeit.